# Edvin Adolphson
Edvin Adolphson, nome completo Gustav Edvin Adolphson (Norrköping, 25 febbraio 1893 – Solna, 31 ottobre 1979), è stato un attore e regista svedese.

## Biografia

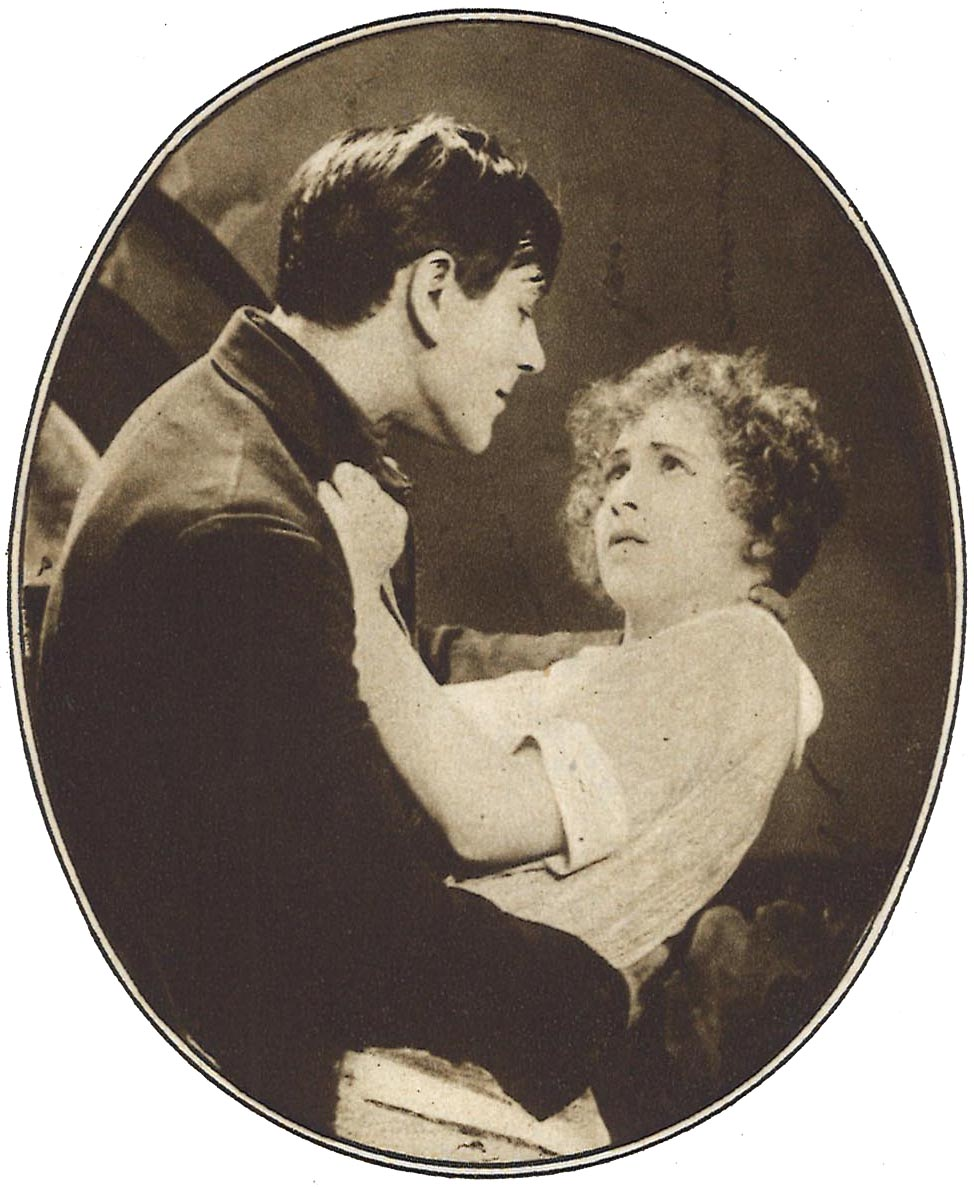
Edvin Adolphson ed Edit Rolf nel film Flygande holländaren (1925)

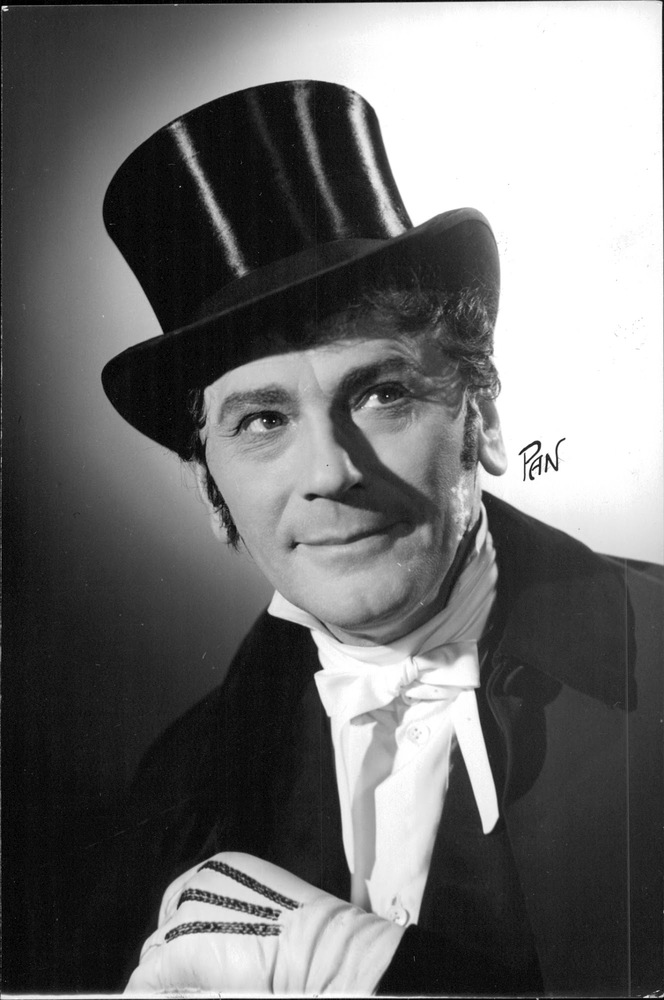
Edvin Adolphson nel 1950

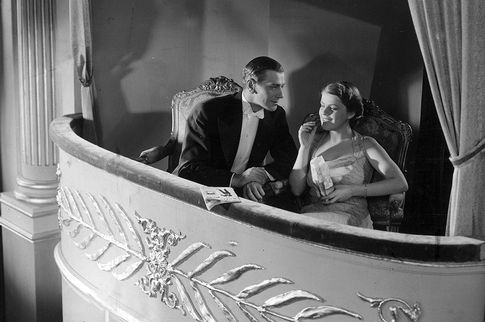
Edvin Adolphson e Sickan Carlsson nel 1937

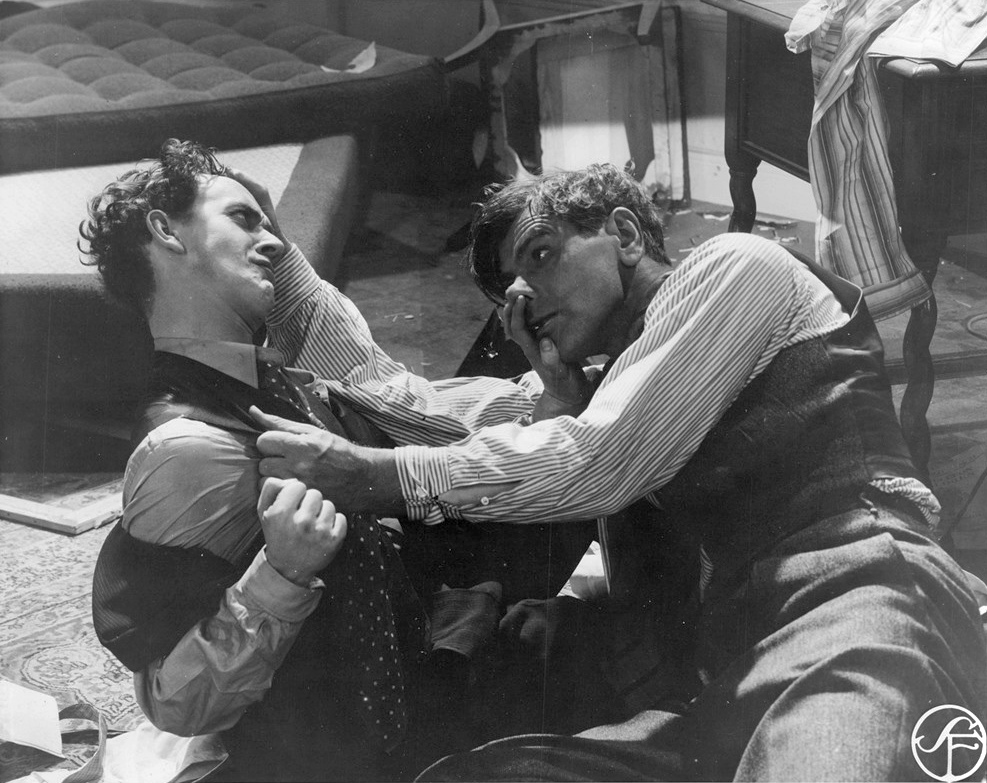
Edvin Adolphson e Åke Söderblom in Ryska snuvan (1937)

Edvin Adolphson nacque a Norrköping il 25 febbraio 1893, figlio di un fabbro e si avvicinò al mondo dell'arte recitando in piccole parti nei teatri locali, soprattutto nel teatro dei lavoratori, Arbis.
Anche durante la sua carriera scolastica, culminata con gli studi di ingegneria a Västerås, il teatro rimase la sua grande passione e per questo motivo abbandonò la scuola.
Nel 1913 entrò a far parte di una compagnia teatrale itinerante e viaggiò in tutta la Svezia.
Il suo esordio nella capitale svedese avvenne nel 1918 e nel decennio successivo recitò accanto ai grandi nomi del teatro svedese: Harriet Bosse, che in seguito sposò, Ernst Rolf, Katie Rolfsen, Tollie Zellman, Erik "Bullen" Berglund e Gösta Ekman, tra gli altri. I suoi autori preferiti furono
Henrik Ibsen, August Strindberg, Edmond Rostand, William Shakespeare.
La sua principale attività nel mondo del cinema è stata quella di interprete e nel 1923 ottenne il suo primo ruolo principale in un film, Friaren från landsvägen, dopo di che tra i lavori più interessanti possiamo citare la partecipazione nel film Till Österland (1926) di Gustav Molander, e nel 1929 la regia di Sei tu felicità?, una delle prime pellicole sonore svedesi. Grazie a questo lavoro ricevette un'offerta dalla Paramount Pictures di dirigere film a Parigi.
Negli anni trenta e anni quaranta si impegnò moltissimo con cinema e teatro, alternandoli, grazie alla sua grande passione, mettendosi in evidenza per la direzione del primo film di Ingrid Bergman, Munkbrogreven (1935).
Tre le altre sue interpretazioni rilevanti sono da menzionare: Kungliga patrasket (1945), När kärleken kom till byn (1950), Ha ballato una sola estate (1951), dove lavorò con Arne Mattsson, recitando nel ruolo dello zio, Vägen till Klockrike (1953) e Hemsöborna (1955).
L'ultima sua apparizione fu una ottima performance in Markurells i Wadköping (1968).
Successivamente ha sofferto di cecità e quindi negli ultimi anni abbandonò la recitazione.
Edvin Adolphson morì a Solna il 31 ottobre 1979.

## Filmografia
- En vildfågel, regia di John W. Brunius (1921)
- Valanga umana (Hjärtats triumf), regia di Gustaf Molander  (1929)
- Verso il sole (På solsidan), regia di Gustaf Molander (1936)
- Inquietudine (Dollar), regia di Gustaf Molander (1938)
- Solo una notte (En enda natt), regia di Gustaf Molander (1939)
- Flames in the Dark, regia di Hasse Ekman (1942)
- Ha ballato una sola estate (Hon dansade en sommar), regia di Arne Mattsson (1951)
- The Nuthouse, regia di Hasse Ekman (1951)
- Enhörningen, regia di Gustaf Molander (1955)
- Körkarlen, regia di Arne Mattsson (1958)
- Esistono gli angeli? (Änglar, finns dom?), regia di Lars-Magnus Lindgren (1961)
- Bröllopsbesvär, regia di Åke Falck (1964)